# Voltes des Podritxó
Les Voltes des Podritxó és una obra de Cadaqués (Alt Empordà) inclosa a l'Inventari del Patrimoni Arquitectònic de Catalunya.

## Descripció
Es tracta d'un tram de carrer porticat, davant de mar, a l'indret conegut com a Podritxó, a l'extrem de llevant de la Platja Gran.
La porxada està adossada a tres cases entremitgeres. Consta de cinc arcs de mig punt, més els dos dels extrems, sobre pilars de carreuada i impostes motllurades. Sota les voltes hi ha les entrades a les cases, simètriques però que han estat alterades. Els baixos de sota les voltes són ocupats, en part, per un parell d'establiments turístics, el nom d'un dels quals fa referència a l'existència de l'antic trull d'oli. Al damunt, sobre l'embigat, hi ha una àmplia terrassa a nivell del primer pis, que és d'ús individual dels habitatges. Per aquest element s'ha establert una cronologia entre els segles XVIII-XIX.

## Història
Podritxó és una clara deformació popular del topònim Portitxó, diminutiu de port, corrupció que ja és irreversible. No es pot admetre la grafia Port ditxós, que s'escriu a voltes, per totalment impròpia i errònia.